# Ночь, когда погасли огни в Джорджии
«Ночь, когда погасли огни в Джорджии» (англ. The Night the Lights Went Out in Georgia) — кинофильм, премьера которого состоялась 29 мая 1981 года в США. В России в 1990-е распространялся на нелегальных видео в переводе Юрия Толбина (Николаева).

## Сюжет
Молодой певец и его сестра, по совместительству менеджер, отправляются в поездку в Нашвилл для того, чтобы обрести популярность. По пути из одного грязного отеля в другой становится всё более очевидным, что только один из них хочет продолжать путешествие.
Трэвис (Деннис Куэйд), исполнитель музыки в стиле кантри, который написал один-единственный хит. Младшая сестра Трэвиса, Аманда (Кристи Макникол), полна решимости доставить Трэвиса в Нашвилл, где он снова может стать популярным. Однако её планы сорваны, потому что Трэвис теряет интерес к музыке и тратит свою жизнь на пьянство и женщин.
В городе они теряют друг друга, а когда снова встречаются, то Аманда узнаёт, что Трэвис арестован за пьянство в общественном месте, и для того, чтобы оплатить штраф, он устраивается на работу барменом в придорожную таверну «У Энди», где близко знакомится с девушкой, парень которой — помощник шерифа.

## В ролях
- Кристи Макникол — Аманда Чайлд
- Деннис Куэйд — Трэвис Чайлд
- Марк Хэмилл — Конрад
- Санни Джонсон — Мэлоди
- Дон Страуд — Сис Амес
- Арлен Дин Снайдер — Энди
- Барри Корбин — Вимбиш
- Лулу МакНикол — Буги-Вуги
- Элайна Фэллон — Верна
- Дон Страуд — Сис Амес
- Джерри Кампбелл — Оди

## Интересные факты
- Кассовые сборы фильма в США в год показа составили 14 923 752 долларов США.
- Фильм снимался в округе Дэйд Каунтри, штат Джорджия.
- Идея снять этот фильм родилась у режиссёра после прослушивания одноимённой песни американской исполнительницы кантри Викки Лоуренс.